# アクトン・ベイビー
『アクトン・ベイビー』 (Achtung Baby）は、アイルランドのロックバンド、U2のアルバムである。1993年のグラミー賞において最優秀ロック・グループ受賞。

## 概要
ルーツ・ミュージックに接近した1980年代後半の音楽性と決別し、対極的な「1990年代型U2」を宣言した作品。硬派なロックサウンドから、打ち込みを駆使したダンス・ビートへ転向し、歌詞も官能や不道徳を赤裸々にさらけだすものになった。ボーカルのボノはファーストシングル「ザ・フライ」について「4人の男でヨシュア・トゥリーを切り倒している音だ」と表現した。
その衝撃的な変身ぶりは、ファンを中心に多くの物議を醸した。しかしそれと同時に多くの新たなファンを獲得した作品でもあり、それまでの商業的な大成功の後でのこの大胆な路線変更は、以前とは違い多くのミュージシャンからも評価を得るものとなった。
U2が新路線を見出した背景には東西冷戦構造崩壊後の混沌とした世界情勢や、湾岸戦争の衛星テレビ中継（テレビの中の現実）、当時の若者を魅了したダンスミュージック・ムーブメント（「セカンド・サマー・オブ・ラブ」や「マッドチェスター」）があった。レコーディング前にエッジは、Einstürzende Neubauten、Nine Inch Nails、The Young Gods、KMFDMなどのインダストリアルミュージックを聴き込み、『Red, Hot & Blue』というチャリティアルバムに提供した「Night and Day」と『時計じかけのオレンジ』の舞台に提供した「Alex Descends into Hell for a Bottle of Milk」でその成果を披露した（後者は「The Fly」のシングルのB面に収録され、ウィリアム・ギブスンが監督し、キアヌ・リーブスと北野武が共演した映画『JM』のサントラにも収録された）。
そして、これら新時代の流れをシニカルかつスタイリッシュに捉えたのが本作である。また、本作のコンセプトを拡張した「ZOO TVツアー」の奇抜なステージセットやライブパフォーマンスも話題を呼んだ。
レコーディングはベルリンの壁崩壊（1989年11月）後の巨大なうねりの中に位置していたベルリンで始まり、本作をプロデュースしたブライアン・イーノがかつてデヴィッド・ボウイと共にベルリン三部作を生み出したハンザ・スタジオを使用した。新作の方向性を巡ってメンバーの意見がまとまらず、ボノ曰く「10段階でいうと、解散の危機の9の段階まで来ていた」「バンドのラインナップを拡大して他のミュージシャンを入れることすら考えた」という状況だった。しかし、メンバーが気に入っていたが没になった第二ブリッジを「ワン」のイントロに作り変えたことが、新たなU2サウンドを紡ぎだす突破口となった。
アルバムのタイトルの候補には、『Man』（Boyと対の意味）、『69』、『 Zoo Station』、『Fear of Women』、『Cruise Down Main Street』（The Rolling Stonesの『Exile on Main St』が由来。恐らくジャケットもこのアルバムを意識してのもの）など色々挙がっていて、アントン・コービンが撮ったアダムのヌード写真をジャケットに使って『Adam』というタイトルにしようという案もあったが、レコード会社が難色を示してボツに。結局、バンドのサウンドマンであるジョージ・オハーリーがアルバム『焰』以降U2が自らの音楽スタイルを変化させながら巨大な存在へと変貌していく姿を描写して名づけた“デンジャラス・ベイビー”から『Achtung Baby』と付けられた。Achtung（アハトン）とはドイツ語で「注意」（英語でいうattention）の意である（ただ『U2 by U2』によると、ジョー・オーハリーが口癖のように使っていたメル・ブルックスの『The Producers』という映画に出てくる「Achtung Baby（注意しろ、ベイビー」というセリフが、リスナーにアルバムの内容に予断を持たせなくていいということでタイトルに採用されたとのことである）。
ローリング・ストーンの選ぶオールタイム・ベストアルバム500(大規模なアンケートで選出)において62位。
2011年にはアルバム発表20周年を記念してリマスタリング盤、シングルB面・レアトラックを収録した2CD盤、DVDなど特典付きのデラックス盤など4タイトルをリリース。さらに、困難なレコーディングの模様を振り返るドキュメンタリー映画「フロム・ザ・スカイ・ダウン (From The Sky Down) 」（デイビス・グッゲンハイム監督）が公開された。

## ジャケット
アルバムのジャケットは『The Joshua Tree』や『Rattle and Hum』のモノクロイメージから180度変えてカラフルなものがいいということで、アントン・コービンが1990年のベルリン、1991年2月に休暇で行ったテネリファ（スペイン）のカーニバル、7月に行ったフェズ（モロッコ）、そしてダブリンのスタジオで撮った写真を組み合わせたモンタージュのようなデザインになった（アントンは難色を示したが、バンドの意向に沿った）。
ちなみにこの際、スティーブ・アブリルと一緒にアルバムのジャケットデザインを担当しているShaughn McGrathが、チャーリー・ウイスカーというアーチストにウィンダムヒル・レーン・スタジオの壁にCosomoという名前の赤ん坊のイラストを描かせたが、これもジャケットに使われたCosomoはZoo-TVツアーでも使われ、少し手を加えられて『Zooropa』のジャケットになった。

## 収録曲

### 曲一覧
| 全作詞: ボノ、全作曲: U2。 |                              |           |            |                                                                |      |
| #                          | タイトル                     | 作詞      | 作曲・編曲 | プロデューサー                                                 | 時間 |
| 1.                         | 「ズー・ステーション」       | ボノ      | U2         | ダニエル・ラノワ                                               | 4:36 |
| 2.                         | 「リアル・シング」           | ボノ      | U2         | スティーヴ・リリーホワイト, with ブライアン・イーノ and ラノワ | 3:41 |
| 3.                         | 「ワン」                     | ボノ      | U2         | ラノワ with イーノ                                             | 4:36 |
| 4.                         | 「夢の涯てまでも」           | ボノ      | U2         | ラノワ with イーノ                                             | 4:39 |
| 5.                         | 「ワイルド・ホーセズ」       | ボノ      | U2         | リリリーホワイト, ラノワ, イーノ                               | 5:16 |
| 6.                         | 「ソー・クルーエル」         | ボノ      | U2         | ラノワ                                                         | 5:49 |
| 7.                         | 「ザ・フライ」               | ボノ      | U2         | ラノワ                                                         | 4:29 |
| 8.                         | 「ミステリアス・ウェイズ」   | ボノ      | U2         | ラノワ with イーノ                                             | 4:04 |
| 9.                         | 「世界を抱きしめて」         | ボノ      | U2         | ラノワ with イーノ                                             | 3:53 |
| 10.                        | 「ウルトラ・ヴァイオレット」 | ボノ      | U2         | ラノワ with イーノ                                             | 5:31 |
| 11.                        | 「アクロバット」             | ボノ      | U2         | ラノワ                                                         | 4:30 |
| 12.                        | 「恋は盲目」                 | ボノ      | U2         | ラノワ                                                         | 4:23 |
| 合計時間:                  | 合計時間:                    | 合計時間: | 55:27      |                                                                |      |

### 楽曲解説
- 世界を抱きしめて - Tryin' to Throw Your Arms Around the World
ロサンゼルスの名士が集うもぐりの酒場The Flaming Colossusに捧げられた曲。この頃のボノは普通の人間なら10代のうちに経験する酒場通いをしており、アリも多めに見てくれていたのだとか。ちなみに歌詞の「魚には自転車が必要なのと同じく、女には男が必要」という一節は、イリーナ・ダンという豪州の女性アクテイビストの言葉である。[7]
Zoo-TVツアーでは女性客をステージに上げて、シャンペンを振りかけるのが恒例となっていたが、映像作品化された「Zoo-TV：Live From Sydney」では 、時間的制約のためにカットされるという憂き目に遭った。DVD化された際、ボーナストラックとして収録された。

## ビデオ
1992年5月にビデオクリップ集『アクトン・ベイビー・ザ・ビデオ』（Achtung Baby: The Videos, The Cameos, and a Whole Lot of Interference from Zoo TV）を発表した。収録時間65分。
ケヴィン・ゴドレイ監督の「リアル・シング」は演奏するU2を縦回転するカメラで撮り続けるという斬新な映像が評判になった。「ワン（ヴァージョン1）」ではメンバー4人が女装で出演する。
- 電波妨害 - INTERFERENCE
- リアル・シング - Even Better Than the Real Thing
- 電波妨害 - INTERFERENCE
- ミステリアス・ウェイズ - Mysterious Ways
- ワン(ヴァージョン1) - One (version 1)
- ザ・フライ - The Fly
- 電波妨害 - INTERFERENCE
- リアル・シング(ダンス・ミックス) - Even Better Than the Real Thing
- ワン(ヴァージョン2) - One (version 2)
- リアル・シング - Even Better Than the Real Thing
- ワン(ヴァージョン3) - One (version 3)
- 夢の涯てまでも - Until the End of the World

## AHK-toong BAY-bi Covered
Qマガジンの付録で、人気ミュージシャンがU2の楽曲をカバーしている。アップルミュージックで聴ける。

### 収録曲
1. Zoo Station - Nine Inch Nails
2. Even Better Than the Real Thing  -  (Jacques Lu Cont Mix) U2
3. One - ダミアン・ライス
4. Until the End of the World - パティ・スミス
5. Who's Gonna Ride Your Wild Horses - Garbage
6. So Cruel - Depeche Mode
7. The Fly -  ギャヴィン・フライデー
8. Mysterious Ways - Snow Patrol
9. Tryin' to Throw Your Arms Around the World - The Fray
10. Ultraviolet (Light My Way) - The Killers
11. Acrobat - Glasvegas
12. Love Is Blindness -  ジャック・ホワイト

## 評価

### イヤーオブ
- 1991年ローリングストーン年間ベストアルバム第2位[8]
- 1991年ローリングストーン読者が選ぶ年間ベストアルバム第1位[8]
- 1991年ヴィレッジ・ボイスPazz＆Jopアルバムリスト第4位[9]
- 1991年NME年間ベストアルバム50第20位[10]
- 1991年Qマガジン年間ベストアルバム[11]
- 1991年Vox年間ベストアルバム50[12]
- 1991年OOR（オランダ）年間トップ10アルバム第10位[13]
- 1991年Humo（フランス）年間ベストアルバム第2位[14]
- 1991年アイ・ウィークリー（カナダ）年間ベストアルバム第10位[15]
- 1992年ロックコンパクトディスクマガジン年間ベストアルバム[16]
- 1992年フェイス年間ベストアルバム第19位[17]
- 1993年グラミー賞最優秀ロック・パフォーマンス デュオ/グループ
- 2011年アンカット年間ベスト再発アルバム第20位[18]
- 2011年ホットプレス年間ベスト再発アルバム第1位[19]

### オールタイム
- 1993年エンターテインメント・ウィークリーが選ぶオールタイムベスト100第28位[20]
- 1994年ギネスが選ぶオールタイムトップアルバム1000第103位[21]
- 1995年Vpro（OORと提携しているオランダのラジオ局）が選ぶ1991～1995のトップ100アルバム第2位[22]
- 1995年スピンが選ぶベスト100オルタナアルバム第86位[23]
- 1995年Qマガジンが選ぶ人生のアルバム100[24]
- 1996年Mojo読者が選ぶオールタイムベストアルバム100第93位[25]
- 1996年ゲイリー・グラフのエッセンシャルアルバムガイド収録アルバム[26]
- 1997年ガーディアンが選ぶオールタイムベストアルバム100第71位[27]
- 1997年チャンネル４が選ぶオールタイムベストアルバム100第53位[28]
- 1997年ヴァージンメガストアが選ぶオールタイムベスト100第27位[29]
- 1997年ローリングストーンが選ぶ重要なロックコレクション[30]
- 1997年ジュース（豪州）が選ぶオールタイムベストアルバム50第7位[31]
- 1998年ヴァージンが選ぶオールタイムベストアルバム1000第28位[32]
- 1998年Qマガジン読者が選ぶベストアルバム100第15位[33]
- 1998年スタジオ・ブリュッセル（ベルギー）の視聴者が選んだオールタイムベストアルバム第3位[34]
- 1999年VH1が選ぶオールタイムベストアルバム100第65位[35]
- 1999年ジュース（豪州）が選ぶ９０年代ベストアルバム１100第8位[36]
- 2000年クラシックロックマガジンが選ぶ９０年代のベストアルバム30第15位[37]
- 2000年ヴァージンが選ぶオールタイムベストアルバム1000第36位[38]
- 2000年エルビス・コステロが選ぶ500枚のアルバム[39]
- ローリングストーンが選ぶ90年代の重要なアルバム[40]
- ヴィレッジ・ボイスが選ぶ90年代ベストアルバム80第28位[41]
- スピンが選ぶ９０年代ベストアルバム90第19位[42]
- セレクトが選ぶ９０年代ベストアルバム100第24位[43]
- 2001年Qマガジンが選ぶ人生のアルバム50第9位[44]
- 2001年Mojoが選ぶアルバム1000第255位[45]
- 2002年ローリングストーン読者が選ぶトップ100アルバム第10位[46]
- 2002年BBCレディオ6が選ぶオールタイムベストアルバム第24位[47]
- 2003年Qマガジン読者が選ぶベストアルバム100第10位[48]
- 2003年ローリングストーンが選ぶアルバム500第62位[49]
- 2004年レコードコレクターが選ぶ最も価値のあるアルバム100（900ポンド）[50]
- 2004年Claus（アイルランド）が選ぶオールタイムベストアルバム第10位[51]
- 2005年ホットプレスが選ぶオールタイムベスト第3位
- 2005年死ぬ前に聴いておくべきアルバム1001[52]
- 2005年Qマガジンが選ぶ究極の音楽コレクション：100ポンドしか金を持っていないときに買うアルバム5[53]
- 2005年Qマガジンが選ぶ世界を変えた音楽：アルバム1980～2004第3位[54]
- 2005年スピンが選ぶ1985～2005ベストアルバム100第11位[55]
- 2006年Qマガジンが選ぶ人生のアルバム20第6位[56]
- 2006年Qマガジン読者が選ぶベストアルバム100第9位[57]
- 2006年NMEが選ぶオールタイムベストアルバム100第40位[58]
- 2007年ガーディアンが選ぶ死ぬ前に聴いておくべきアルバム1000[59]
- 2007年OOR（オランダ）が選ぶトップ100アルバム第23位[60]
- 2008年死ぬ前に聴いておくべきアルバム1000[61]
- 2009年Mojoが選ぶアイランドのアルバムベスト50第44位[62]
- 2010年スピンが選ぶこの25年のベスト・アルバム125第1位[63]
- 2011年Qマガジンが選ぶ人生のアルバム250第9位[64]
- 2012年ローリングストーンが選ぶアルバム500第63位[65]
- 2013年ジョン・ミーガー（アイリッシュ・インディペンデント紙）が選ぶオールタイムベスト第２位
- アイリッシュ・タイムズが選ぶオールタイムベストアルバム第２位